# 安瑞斯
安瑞斯(Amras)，是英國作家約翰·羅納德·瑞爾·托爾金的史詩式奇幻小說《精靈寶鑽》中的人物。是諾多族第二任最高君王費諾七個兒子之中的七子。他的雙胞胎哥哥是安羅德。他與安羅德遺傳了母親諾丹妮爾家族的紅髮，而費諾的髮色是黑色。
安瑞斯父親贈予的名字是Telufinwë，意即「芬威的最年少後人」，母親給他的名字是Ambarussa，「枯葉色的頭」，費諾堅持兩人該有不同的名字，想將之轉做 Ambarto，但諾丹妮爾不同意。